# Reino florístico del Cabo

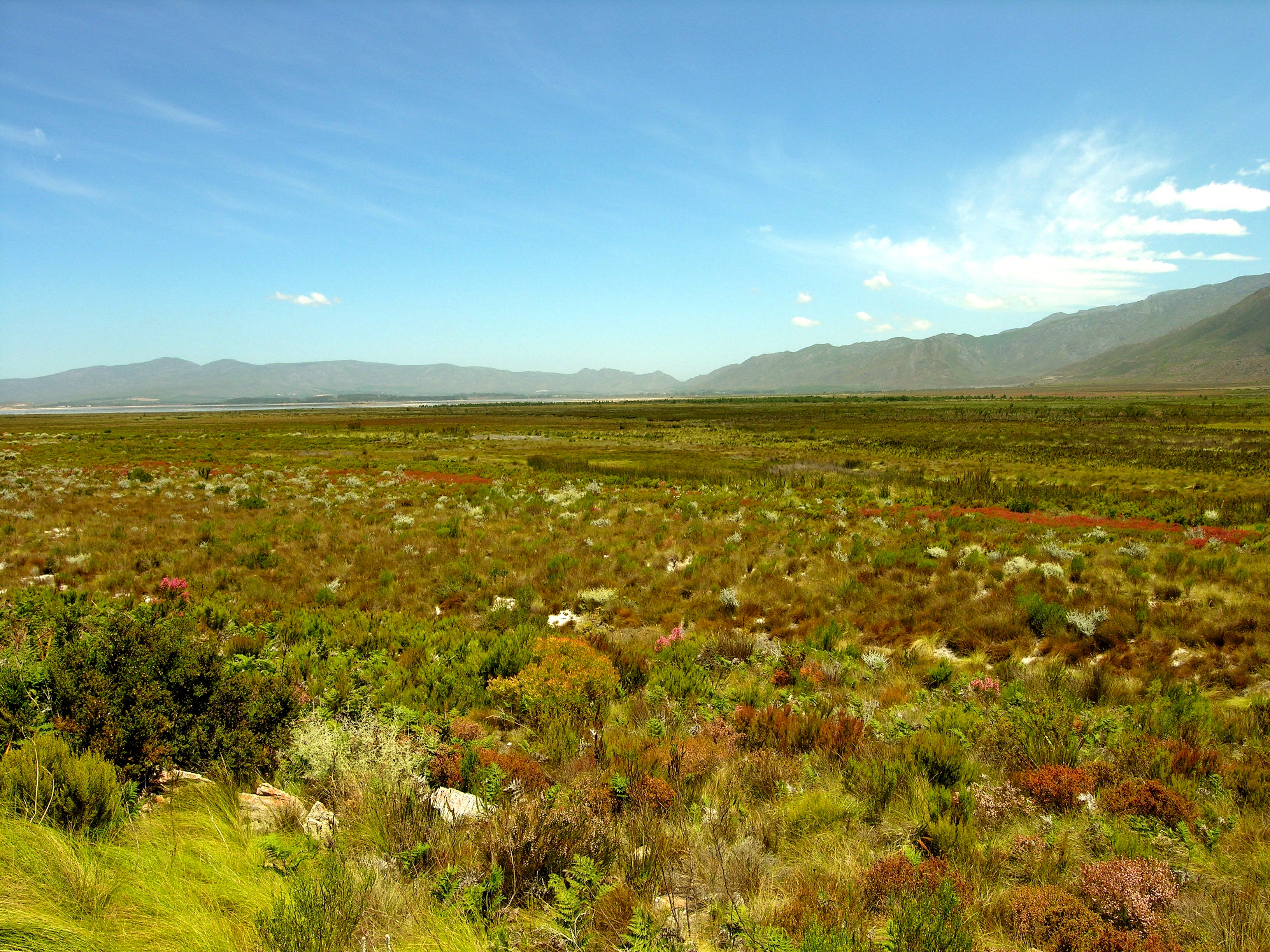
Fynbos en la provincia Occidental del Cabo.

La Región capense o Reino florístico del Cabo es una región floral localizada en Sudáfrica, cubriendo el área de clima mediterráneo de la provincia Occidental del Cabo, en la esquina suroeste del país, y se extiende hacia el este por la provincia Oriental del Cabo, una zona transicional entre el régimen de lluvias invernal del oeste y el veraniego del este en KwaZulu-Natal. Está considerado como un punto crítico de la biodiversidad mundial.
La mayor parte de la región o reino está cubierta con fynbos, un matorral esclerófilo que crece en arenas ácidas o en suelos pobres de nutrientes derivados de la arenisca de la Montaña de la Mesa (Supergrupo del Cabo). El fynbos es el hábitat de una sorprendente diversidad de especies de plantas, entre ellos de muchos miembros de la familia Protea (Proteaceae), la familia del brezo (Ericaceae) y la familia de los restios (Restionaceae). Otros tipos de vegetación son el strandveld, un chaparral costero de consistencia suave en la costa que da al oeste de la provincia Occidental del Cabo, en arenas terciarias. Renosterveld es un matorral herbáceo dominado por miembros de la familia de la margarita Asteraceae, particularmente renosterbos (Elytropappus rhinocerotis), gramíneas y geófitas, creciendo en los suelos ricos basados en esquisto de los promontorios costeros. Pequeños focos de Bosques afromontanos (Bosque Afrotemplado del Sur) se pueden encontrar en las áreas húmedas y abrigadas.
El Fondo Mundial para la Naturaleza divide el reino/región florístico del Cabo en tres ecorregiones: fynbos y renosterveld de tierras bajas, fynbos y renosterveld de montaña, y los bosquecillos de Albany. Las ecorregiones del fynbos son un diseño de Global 200 en su prioridad por la preservación de las regiones florísticas.

## Espacios protegidos como Patrimonio de la Humanidad
Ocho espacios protegidos de Sudáfrica, representativos del Reino floral del Cabo, han sido incluidos en la lista de bienes patrimonio de la humanidad con el nombre de Áreas protegidas de la Región floral del Cabo. Estos ocho espacios protegidos son: 
- Parque Nacional de la Península del Cabo.
- Zona de vida salvaje de Cederberg.
- Zona de vida salvaje de Groot Winterhoek.
- Complejo del Monte Boland.
- Reserva Natural de De Hoop.
- Reserva Natural de Boosmansbos.
- Complejo de Swartberg.
- Baviaanskloof.

## Otros espacios protegidos
- Reserva natural de Fernkloof.